# Federació Nigerina de Futbol
La Federació Nigerina de Futbol (francès: Fédération Nigerienne de Football, FNFB) és la institució que regeix el futbol a Níger. Agrupa tots els clubs de futbol del país i es fa càrrec de l'organització de la Lliga nigerina de futbol i la Copa. També és titular de la Selecció de futbol de Níger absoluta i les de les altres categories.
Va ser formada el 1961.
- Afiliació a la FIFA: 1964
- Afiliació a la CAF: 1965